# Балгоджіані
Балгоджіані (груз. ბალღოჯიანი) — село в Грузії.
За даними перепису населення 2014 року в селі проживає 719 осіб.